# Pleuromeris marshalli
Pleuromeris marshalli is een tweekleppigensoort uit de familie van de Carditidae. De wetenschappelijke naam van de soort is voor het eerst geldig gepubliceerd in 1924 door Marwick.